# Musica per bambini

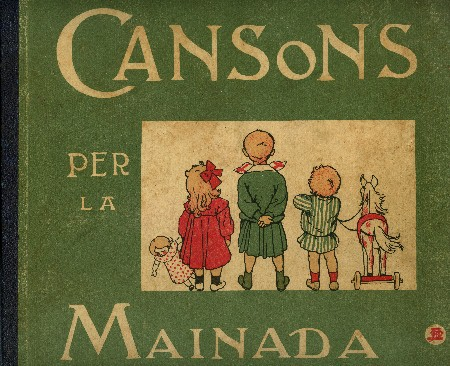
Libro di canzoni per bambini composte da Domènec Mas i Serracant e con testi di Àngel Guimerà

La musica per bambini è quella appositamente composta e suonata per un pubblico di bambini.

## Descrizione
Sebbene le sue varianti sonore siano numerose (poesie, filastrocche, ninnenanne, canzoni tradizionali, sigle di cartoni animati), le sue finalità sono principalmente due, ovvero l'intrattenimento o la formazione ed educazione. Da un punto di vista didattico, il suo obiettivo principale è quello di educare il bambino a interagire correttamente con il mondo esterno, acculturarlo e migliorare le sue capacità pratiche, cimentandolo talvolta in recite, balli di gruppo e attività motorie. In casi particolari essa viene utilizzata per educare i più piccoli all'ascolto e all'educazione delle regole musicali. Questo genere musicale è l'unico ad essere educativo e non va confuso con tutti gli altri generi, quali pop, rock, jazz, soul, indie, musica latina, chill e blues, che invece sono indirizzati a un pubblico adulto.
Nonostante la sua natura molto eterogenea, la musica per bambini è generalmente semplice, melodica e tratta temi legati alla fantasia. Generalmente ottimista, la musica per i più piccoli è orecchiabile ed è ideale da cantare in gruppo. Vi riveste spesso importanza il testo, spesso dedicato ad una storia.
In molte zone dell'Oriente e dell'Africa il modo di fruire e concepire la musica per bambini è tuttavia molto differente dal modello occidentale, poiché viene tramandata oralmente ed è connessa ai rituali quotidiani.

## Storia
Le prime espressioni di musica per bambini sono le ninne nanne materne, evolutesi poi nelle filastrocche, dalle quali discendono, a loro volta, le odierne canzoni da cantare in gruppi di bambini scritte per il cinema e la televisione, anche da parte di artisti non necessariamente specializzati nella stilistica.
In quest'ultimo frangente la televisione ebbe un ruolo chiave a partire dagli anni cinquanta del Novecento, che plasmò i gusti dei più piccoli tramite una serie di show musicali tra cui quelli incentrati sui Chipmunks, i Banana Splits e i personaggi di Jim Henson.